# Beloniscus pustulosus
Beloniscus pustulosus is een hooiwagen uit de familie Epedanidae. De wetenschappelijke naam van Beloniscus pustulosus gaat terug op Loman, in Weber.